# Вранинци
Вранинци (болг. Вранинци) — село в Болгарии. Находится в Смолянской области, входит в общину Мадан. Население составляет 8 человек.
Административно Вранинци подчиняется непосредственно общине и не имеет своего кмета (мэра).
Кмет общины Мадан — Атанас Александров Иванов (Болгарская социалистическая партия) по результатам выборов.